# Карповцы (Старосинявский район)
Карповцы (укр. Карпівці) — село в Старосинявском районе Хмельницкой области Украины.
Население по переписи 2001 года составляло 163 человека. Почтовый индекс — 31420. Телефонный код — 3850. Занимает площадь 2,347 км². Код КОАТУУ — 6824486002.

## Местный совет
31400, Хмельницкая обл., Старосинявский р-н, с. Пилявка